# Janet Reno
Janet Wood Reno (Miami, 21 de julho de 1938 — Miami, 7 de novembro de 2016) foi uma advogada e procuradora-geral dos Estados Unidos. Recebeu a nomeação pelo ex-presidente Bill Clinton em 11 de fevereiro de 1993 e, em 11 de março de 1993, sua eleição para o cargo foi confirmada. Janet foi a primeira mulher a trabalhar como procuradora-geral e é a segunda pessoa a ficar mais tempo nesse cargo na história do país, após William Wirt.
Reno nasceu e foi criada em Miami, na Flórida. Ao deixar a cidade para entrar na Universidade Cornell e posteriormente na Harvard Law School, retornou à Miami quando começou a carreira em escritórios privados de advocacia. Sua primeira incursão no governo ocorreu como membro da equipe do Comitê Judiciário da Câmara dos Deputados da Flórida. Em seguida, trabalhou no Escritório de Advocacia de Condado de Miami-Dade, antes de retornar aos escritórios privados. Foi eleita para o Gabinete da Procuradoria-Geral do Estado durante cinco vezes.

## Vida
Reno nasceu em Miami, na Flórida. Sua mãe de Reno, Jane Wallace, cuidou de sua educação e tornou-se repóter investigativa para o jornal The Miami News. Seu pai, Henry Olaf Reno, foi um emigrante da Dinamarca e repórter do jornal Miami Herald por 43 anos. Janet Reno teve três irmãos mais novos, Mark, falecido em 2014; Robert Reno, escritor falecido em 2012; e Maggy Hurchalla. A família mudou-se para uma propriedade próxima à Everglades quando Reno tinha 8 anos de idade, morando na casa em que sua mãe tinha construído.
Reno estudou em uma instituição pública do Condado de Miami-Dade, na Flórida, onde foi campeã em debates e oradora do Coral Gables Senior High School. Em 1956, matriculou-se na Universidade Cornell, graduando em química e posteriormente tornando-se presidente da Women's Self-Government Association. Ao término da graduação em Cornell, Reno matriculou-se na Harvard Law School, uma das 16 mulheres presentes numa sala com 500 estudantes. Em 1963, graduou-se no curso de direito. Reno nunca casou-se ou teve filhos. Em 1995, recebeu o diagnóstico de doença de Parkinson e veio a falecer em 7 de novembro de 2016.

## Carreira
De 1963 a 1971, Reno trabalhou como advogada em dois escritórios de advocacia de Miami. Em 1971, entrou para a equipe do Comitê Judiciário da Câmara dos Deputados da Flórida. No ano seguinte, concorreu a um cargo de representante na Câmara desse estado, mas não venceu. Em 1973, trabalhou em um projeto para revisar o sistema estadual de regras e regulamentações em processos criminais. Logo depois, no mesmo ano, aceitou uma função no escritório da Procuradoria de Estado do Condado de Miami-Dade, liderada por Richard Gerstein. Pouco depois da sua admissão, Gerstein a nomeou como assistente-chefe. Durante este período, ela não se envolveu em nenhum caso judicial. Trabalhou para o Tribunal Judiciário e abandonou a Procuradoria-Geral em 1976 para fazer parte do escritório de advocacia Steel, Hector & Davis. Gerstein decidiu aposentar-se em 1977, abrindo automaticamente a vaga para o cargo, ficando o governador Reubin Askew responsável pela escolha do sucesssor. Reno foi um dos dois candidatos que Gerstein recomendou para seu lugar. Em Janeiro de 1978, ela foi a escolhida para a vaga, tornando-se assim a primeira mulher a ocupar o cargo de Procuradora Geral do Estado da Flórida. 